# La Baroche
La Baroche es una comuna suiza del cantón del Jura, situada en el distrito de Porrentruy. Limita al norte con las comunas de Levoncourt, Oberlarg y Lucelle en Francia, al este con Pleigne, Bourrignon y Boécourt, al sur con Clos du Doubs, al oeste con Cornol, y al noroeste con Alle y Vendlincourt.
La comuna fue creada el 1 de enero de 2009, tras la fusión de las comunas de Asuel, Charmoille, Fregiécourt, Miécourt y Pleujouse. 